# Hypopyra idonea
Hypopyra idonea är en fjärilsart som beskrevs av Walker 1865. Hypopyra idonea ingår i släktet Hypopyra och familjen nattflyn. Inga underarter finns listade i Catalogue of Life.